# Feuguerolles
Feuguerolles é uma comuna francesa na região administrativa da Normandia, no departamento de Eure. Estende-se por uma área de 8,11 km². Em 2010 a comuna tinha 181 habitantes (densidade: 22,3 hab./km²).